# Zraoua
Zraoua ou Zrawa est un village berbère de la délégation de Matmata dans le gouvernorat de Gabès en Tunisie.

## Étymologie
Son nom berbère original est Echraoua.

## Géographie
Il est situé sur un haut plateau dans les monts de Matmata, près des villages de Taoujout et Tamezret.

## Histoire
À côté des tribus berbères, il connaît l'installation successive de tribus arabes : d'abord les Ouled Abdallah et les Ouled Hellal venus de la région d'Enfida puis les Ouled Aïssa issus de la tribu des Hamama et les Ouled Saken venus d'El Hamma.
À la fin des années 1970, les habitants abandonnent le vieux village pour un nouveau village installé près de la plaine.

## Culture
Zraoua est un lieu de tournage pour des scènes de films, comme Or noir de Jean-Jacques Annaud, Le Sacre de l'homme de Jacques Malaterre ou Io sono con te (it) de Guido Chiesa (it).